# Ellisella grandiflora
Ellisella grandiflora is een zachte koraalsoort uit de familie Ellisellidae. De koraalsoort komt uit het geslacht Ellisella. De wetenschappelijke naam van de soort werd in 1936 gepubliceerd door Elisabeth Deichmann.